# كييل رون فلو
كييل رون فلو (بالنرويجية البوكمول: Kjell Rune Flo)‏ هو لاعب كرة قدم نرويجي، ولد في 11 أبريل 1961. لعب مع نادي مولده.